# Randolph Hotel, Oxford
The Randolph Hotel är ett femstjärnigt lyxhotell i Oxford i England, beläget i korsningen Beaumont Street/Magdalen Street, mitt emot Ashmolean Museum. Byggnaden ritades i nygotik av William Wilkinson och öppnade för hotellgäster 1866.
Byggnaden är bland annat känd från TV-serierna Kommissarie Morse och Kommissarie Lewis, där den flera gånger använts som inspelningsplats.

## Historia

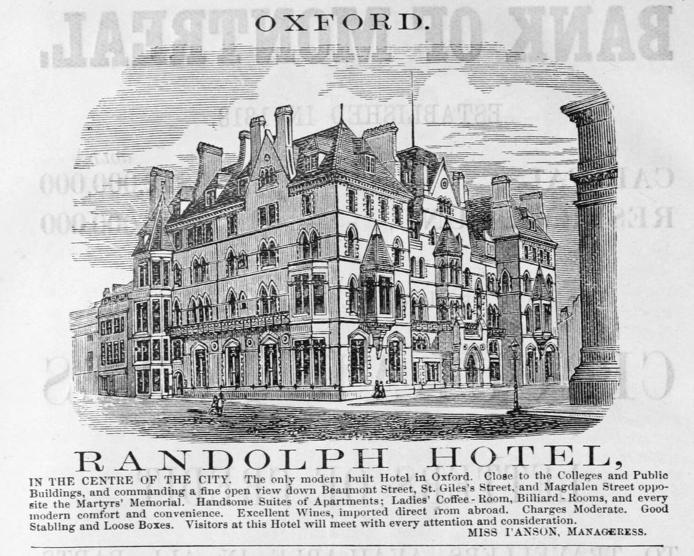
Hotellannons från 1885, ur Harper's Handbook for Travellers in Europe.

Byggnaden började uppföras 1864 efter ritningar av William Wilkinson, en Oxfordarkitekt som även ritat många bostäder i de norra delarna av Oxford.. Byggnaden blev med sitt framträdande läge föremål för en arkitekturdebatt, där konstprofessorn John Ruskin förordade en nygotisk design i likhet med Martyrs' Memorial tvärs över gatan. Oxfords stadsfullmäktige förordade istället en mer nyklassicistisk arkitektur då många byggnader vid Beaumont Street uppförts i denna regencystil under tidigt 1800-tal. Som en kompromiss valdes en förenklad gotisk fasad i likhet med Oxford University Museum of Natural History, men i tegel.
Byggnaden är uppkallad efter doktor Francis Randolph, en av universitets bidragsgivare under 1700-talet, som 1796 i sitt testamente donerat tusen pund till uppförandet av Randolphgallerierna som idag är del av Ashmolean Museums lokaler. Randolph var rektor för St Alban Hall, idag en del av Merton College.
Hotellet öppnade sin verksamhet 1866. Större renoveringsarbeten genomfördes 1952, 1978, 1988 och 2000. I samband med ombyggnaden 1952 tillkom annexbyggnaden i väster, ritad av J. Hopgood.
I april 2015 drabbades hotellet av en brand, orsakad av tillagning av flamberad biff i köket. Branden spred sig genom invändiga hålrum upp till taket, men kunde släckas några timmar senare. Hotellgästerna kunde evakueras utan några skadade.
År 2019 köptes hotellet av den amerikanska Graduate Hotels-kedjan.